# Rock 'n' Roll (album, Motörhead)
Rock 'N' Roll je osmé studiové album anglické heavymetalové skupiny Motörhead. Vydalo jej dne 5. září 1987 hudební vydavatelství GWR Records a jeho producentem byl Guy Bidmead společně se skupinou Motörhead. Autorem obalu alba je dlouholetý spolupracovník skupiny Motörhead Joe Petagno. V britské hitparádě se album umístilo na 34. příčce.

## Seznam skladeb
| Pořadí | Název                    | Délka |
| ------ | ------------------------ | ----- |
| 1.     | Rock 'n' Roll            | 3:49  |
| 2.     | Eat the Rich             | 4:34  |
| 3.     | Blackheart               | 4:03  |
| 4.     | Stone Deaf in the U.S.A. | 3:40  |
| 5.     | The Wolf                 | 3:28  |
| 6.     | Traitor                  | 3:17  |
| 7.     | Dogs                     | 3:48  |
| 8.     | All for You              | 4:10  |
| 9.     | Boogeyman                | 3:07  |

## Obsazení
Motörhead
- Lemmy – zpěv, baskytara
- Phil Campbell – kytara
- Michael Burston – kytara
- Phil Taylor – bicí

Ostatní
- Michael Palin – řeč v „Blessing“